# Amphiura alba
Amphiura alba är en ormstjärneart som beskrevs av Ole Theodor Jensen Mortensen 1924. Amphiura alba ingår i släktet Amphiura och familjen trådormstjärnor. Inga underarter finns listade i Catalogue of Life.